# Neuvième gouvernement de l'État espagnol
Royaume d'Espagne
Franco VIII Franco X
Le Neuvième gouvernement de l'État espagnol (Noveno gobierno del Estado español) était le gouvernement du royaume d'Espagne, du 10 juillet 1962 au 7 juillet 1965.

## Composition
| Poste                                              | Titulaire                                              |
| -------------------------------------------------- | ------------------------------------------------------ |
| Président du gouvernement                          | Francisco Franco                                       |
| Vice-président                                     | Agustín Muñoz Grandes                                  |
| Ministres                                          |                                                        |
| Ministre des Affaires étrangères                   | Fernando María Castiella                               |
| Ministre de la Justice                             | Antonio Iturmendi                                      |
| Ministre de l'Armée de terre                       | Pablo Martín Alonso José María Martínez Sánchez-Arjona |
| Ministre de l'Armée de l'air                       | José Daniel Lacalle Larraga                            |
| Ministre de la Marine                              | Pedro Nieto Antúnez                                    |
| Ministre de l'Industrie                            | Gregorio López-Bravo                                   |
| Ministre du Commerce                               | Alberto Ullastres                                      |
| Ministre du Gouvernement                           | Camilo Alonso Vega                                     |
| Ministre de la Présidence                          | Luis Carrero Blanco                                    |
| Ministre des Travaux publics                       | Jorge Vigón                                            |
| Ministre de l'Agriculture                          | Cirilo Cánovas García                                  |
| Ministre du Travail                                | Jesús Romeo Gorría                                     |
| Ministre de l'Éducation                            | Manuel Lora-Tamayo                                     |
| Ministre des Finances                              | Mariano Navarro Rubio                                  |
| Ministre du Logement                               | José María Martínez Sánchez-Arjona                     |
| Ministre de l'information et du tourisme           | Manuel Fraga                                           |
| Ministre, secrétaire général du Mouvement national | José Solís Ruiz                                        |
| Ministre sans-portefeuille                         | Pedro Gual Villalbí                                    |